# Taenitis requiniana
Taenitis requiniana är en kantbräkenväxtart som först beskrevs av Gaud., och fick sitt nu gällande namn av Edwin Bingham Copeland. Taenitis requiniana ingår i släktet Taenitis och familjen Pteridaceae. Inga underarter finns listade.